# .com você
.com_você é o segundo álbum de estúdio da dupla sertaneja César Menotti & Fabiano, lançado em 18 de setembro de 2007 pela Universal Music. Recebeu o Grammy Latino na categoria "Melhor Álbum Romântico". Foram lançados 3 singles oficiais: "Caso Por Acaso", "www.Volta Pra Mim" e "Do Lado Esquerdo". Outra canção do álbum, a faixa "Talvez" foi incluída na trilha sonora da telenovela A Favorita, da Rede Globo.

## Lista de Faixas
| N.º            | Título                    | Compositor(es)                        | Duração |  |
| 1.             | "www.Volta pra Mim"       | Ernani Ferreira                       | 3:02    |  |
| 2.             | "Caso Por Acaso"          | César Menotti Fábio Lacerda Nilsinho  | 3:25    |  |
| 3.             | "Coração de Papel"        | Sérgio Reis                           | 2:55    |  |
| 4.             | "Talvez"                  | Pedro Paulo Edson Vinícius            | 2:55    |  |
| 5.             | "Gabriela"                | Dan Vieira E. Ferreira Joe            | 2:57    |  |
| 6.             | "Tempo pra Amar"          | Pinocchio C. Menotti                  | 3:03    |  |
| 7.             | "Foi Tudo Engano"         | João Victor Felipe Bruno              | 3:31    |  |
| 8.             | "Do Lado Esquerdo"        | Pinocchio                             | 3:15    |  |
| 9.             | "E Eu"                    | Eduardo Toledo André Queiroz          | 3:00    |  |
| 10.            | "Segura na Mão de Deus"   | Nelson Monteiro da Mota               | 3:46    |  |
| 11.            | "Galera do Bem"           | Pinocchio Fabiano C. Menotti          | 3:08    |  |
| 12.            | "Vem Tomar Café Comigo"   | Maracaí João Gustavo                  | 3:04    |  |
| 13.            | "De Frente pro Sol"       | Deive Silva Orlando Mota Jader Joanes | 3:38    |  |
| 14.            | "Saudade de Minas"        | C. Menotti Pinocchio F. Lacerda       | 2:55    |  |
| 15.            | "Nóis Bebe é Guaraná"     | Pinocchio Fabiano C. Menotti          | 2:50    |  |
| 16.            | "Vem Me Amar"             | Marcelo Fabrício                      | 2:56    |  |
| 17.            | "Sincero Amor"            | Delmir Zico Padre                     | 2:28    |  |
| 18.            | "Sertaneja" (faixa bônus) | René Bittencourt                      | 3:28    |  |
| Duração total: | Duração total:            | Duração total:                        | 56:13   |  |

## Certificações
| Brasil (PMB)                              | Platina | 2008 | 80.000* |
| *número de vendas baseado na certificação |         |      |         |